# Ugor nyelvek

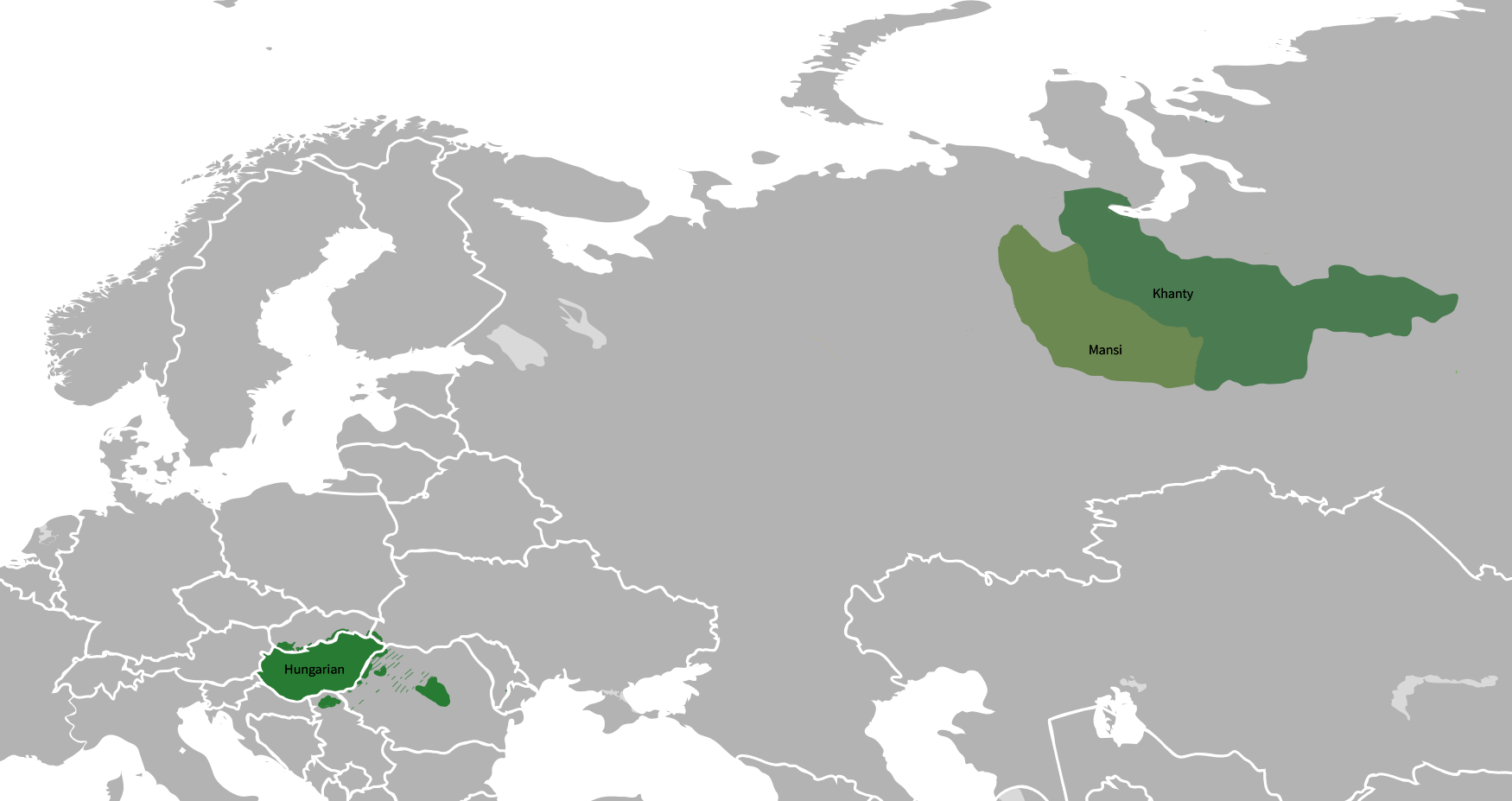
Az ugor nyelvek elterjedtsége

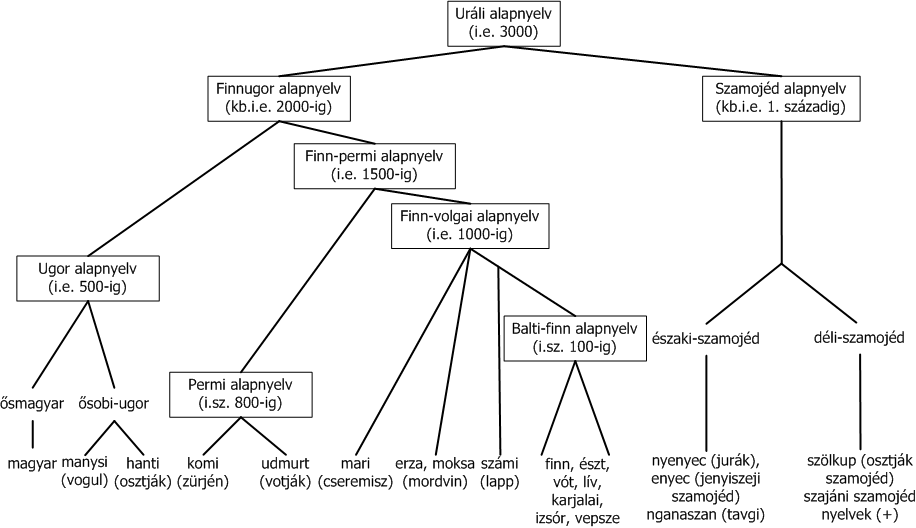
Az uráli nyelvcsalád rokonsági viszonyai (a nyelvek szétválásának feltételezett évszámaival)

Az ugor nyelvek a finnugor nyelvek egyik ága. Az ugor szó a magyar, a manysi és a hanti nyelv közös gyűjtőneve, a három nyelvet együttesen jelenti, így ez a három nyelv tartozik az ugor nyelvek közé. Az ugor nyelveken belül a manysi és a hanti nyelv önálló alcsoportot alkot, melyet obi-ugor nyelveknek nevezünk. Az obi- előtag arra utal, hogy az ugor nyelvek közül azok, melyeket az Ob folyó mentén beszélnek.
A finnugor nyelvek ugor ágába tartozó nyelvek közül a magyart beszélik a legtöbben. A hanti (más néven osztják) és a manysi (más néven vogul) nyelv beszélőinek létszáma alacsony.

## Szerkezeti jellemzők
- Tárgyas ragozás
- Igekötők

Példák a manysi nyelvből
ēl(a) - 'el, tova'
| jōm- 'jön, megy' | ēl-jōm- 'eljön, elmegy' |
| tinal- 'árul'    | ēl-tinal- 'kiárul'      |

χot - 'elfelé irányuló mozgás és intenzitás fokozás'
| min- 'megy' | χot-min- 'elmegy, megáll' |
| roχt- 'fél' | χot-roχt- 'megijed'       |

Példák a magyar nyelvből
el
| ugrik    | elugrik      |
| mosolyog | elmosolyodik |

ki
| ugrik | kiugrik |
| olvas | kiolvas |